# Max Tschornicki
Max Tschornicki (* 9. August 1903 in Rüsselsheim; † 20. April 1945 im KZ-Außenlager München-Allach) war ein deutscher Widerstandskämpfer gegen den Nationalsozialismus. Er war neben Wilhelm Vogel der einzige Häftling, dem die Flucht aus dem KZ Osthofen bei Worms (Rheinland-Pfalz)  gelang.

## Leben
Max Tschornicki wuchs als Sohn russischer Einwanderer auf. Er wurde jüdisch-orthodox erzogen und war Mitglied mehrerer jüdischer Jugendverbände. Als Schüler trat er der Unabhängigen Sozialdemokratischen Partei Deutschlands (USPD) bei. Später wurde er Mitglied der SPD und des Reichsbanners Schwarz-Rot-Gold. Er besuchte ein Gymnasium in Mainz und studierte anschließend Rechtswissenschaften. Als Rechtsanwalt war er in Mainz und Umgebung tätig und verteidigte vor allem SPD- und Reichsbanner-Mitglieder.
Tschornicki galt als engagierter Kämpfer gegen die Nationalsozialisten. Am 24. Mai 1933 wurde er auf Grundlage der Verordnung des Reichspräsidenten zum Schutz von Volk und Staat verhaftet und kam in das Konzentrationslager Osthofen, das als eines der ersten Konzentrationslager durch die Nationalsozialisten errichtet worden war. Als Jude und SPD-Mitglied war er den Schlägern von Sturmabteilung und Schutzstaffel, die die dortige Wachmannschaft bildeten, doppelt verhasst. Mit der Hilfe von Mitgefangenen, Osthofener Bürgern, sowie seiner Verlobten gelang ihm am 3. Juli 1933 die Flucht aus dem Konzentrationslager. Seine Flucht hatte weitreichende Folgen. Nicht nur wurde die Bewachung des KZs verstärkt, eine Besuchssperre verhängt sowie einige Häftlinge schwer bestraft, auch seine Familie wurde in „Schutzhaft“ genommen.
Tschornicki floh zunächst in das Saargebiet, das damals noch als Mandatsgebiet des Völkerbundes verwaltet wurde, und von dort weiter nach Toulouse, später nach Lyon. Nach der deutschen Besetzung Frankreichs Im Jahr 1940 schloss er sich der französischen Résistance an. Er wurde 1944 verhaftet. Am 11. August 1944 kam Tschornicki in das KZ Auschwitz, es folgten Verlegungen in andere Konzentrationslager. Am 20. April 1945 verstarb er in Allach, einem Außenlager des KZ Dachau, an Dysenterie, nur neun Tage vor der Befreiung des Konzentrationslagers durch die alliierten Truppen.

## Literarische Bearbeitungen
Möglicherweise diente diese reale Flucht aus dem KZ Osthofen der in der Pariser Emigration lebenden Anna Seghers als Vorlage für ihren weltberühmten Roman Das siebte Kreuz, den sie zwischen September 1938 und Oktober 1939 schrieb. Anders als in dem Roman hat es aber aus dem realen KZ Osthofen keine Massenflucht gegeben. Nach Forschungsergebnissen von Erwin Rotermund spricht einiges dafür, dass Anna Seghers bei der „epischen Ausgestaltung dieses Motivs von einem Vorfall angeregt worden ist, der sich im November 1936 in dem Konzentrationslager Sachsenhausen abgespielt hat“.
Das Chawwerusch Theater in Herxheim bearbeitete 2013 Tschornickis Lebensgeschichte zu einem Theaterstück, das mit Texten von Seghers, Stéphane Hessel, Walter Benjamin sowie Wolf Biermanns Übertragung des jiddischen Arbeiterliedes Sol sajn arbeitet. Das Stück wurde auch in der Gedenkstätte KZ Osthofen aufgeführt.